# 新每日一字
《新每日一字》是中華電視公司（華視）教學事業處製作的教學節目，是以1981年開播之《每日一字》為基礎 製作，每日介紹一個中國文字的節目，第一屆主持人是莊雨潔。該節目自2009年7月27日起於華視IQ教育文化頻道播出，播至2009年10月26日為止。隔日，再於華視IQ教育文化頻道重播第一集。

## 籌備過程
2009年3月13日，淡江大學中國文學學系與華視教學事業處合作製播《新每日一字》，由當時兼任淡江大學行政副校長的淡江大學中國文學學系教授高柏園擔任總召集人，時任淡江大學文錙藝術中心副主任的書法家張炳煌擔任製作人兼書法示範。2009年3月至2009年4月24日，華視教學事業處公開徵選《新每日一字》女主持人。2009年5月15日起，華視教學事業處陸續通知應徵者到華視試鏡。2009年5月下旬，《新每日一字》開始錄影。2009年7月27日18時整，《新每日一字》於華視教育文化頻道正式開播，莊雨潔擔任第一屆主持人。

## 節目特色
《新每日一字》打破傳統，以生動活潑的方式，搭配電腦動畫及外景，吸引年輕觀眾觀賞。節目宗旨，是希望年輕人能夠認識漢字，不要再忘記漢字的正確寫法及筆畫，不要再寫錯別字。
主持人莊雨潔主持時，不是全程都是坐姿，有時以站姿，有時以坐姿講解該集的字。而莊雨潔不穿旗袍，可以穿現代服裝。
該節目每集一開始，由主持人莊雨潔介紹一個字，會說出該漢字所屬的注音符號、筆畫順序及部首。而筆畫順序的示範，仍然由張炳煌親自執筆，但捨棄文房四寶，也就是紙、筆、墨、硯，改用由淡江大學資訊工程學系費時許久研發之數位書法產品「神來e筆」示範筆畫順序。該節目每集開頭的電腦動畫，就是張炳煌以「神來e筆」親自執筆寫成左起橫排的「新每日一字」五字。淡江大學中國文學學系教授崔成宗與高柏園共同領導的「《新每日一字》編纂小組」負責《新每日一字》的教案提供與劇本審查。

### 字意解釋
主持人會介紹一個字所屬的注音符號、筆畫順序，以及該字的所屬部首後，會承襲1991年版的《每日一字》，引用東漢許慎《說文解字》；也會說明該字的六書分類，以及該字於古文當中的模樣，如甲骨文、金文及小篆等。
如介紹的字是沒被收錄在《說文解字》中，或者是該字沒有出現於古文文字，則相關的部分可能會被省略；故六書分類或古文出現，會因情況而解釋與否。

### 虛擬人物
莊雨潔介紹文字的用法、出處到一個程度時，有時搭配電腦動畫：虛擬人物「文狀元」及「才女」幫忙介紹一些字的用法與出處等典故，或列出一些相關的成語、詩詞、諺語等。
文狀元是一手執扇、一手拿書的男童，而才女是左手拿毛筆的女童。

## 外景單元
外景單元有〈街頭隨堂測驗〉與〈名人糾察隊〉。一集的節目當中，〈街頭隨堂測驗〉與〈名人糾察隊〉是二者擇一選擇播出的。〈街頭隨堂測驗〉出現的次數，較〈名人糾察隊〉多。主持人莊雨潔，以及虛擬人物文狀元與才女，絕對不會出現在這兩個單元之中。

### 街頭隨堂測驗
〈街頭隨堂測驗〉，早期名稱為〈字言字語〉，是由外景主持人董寧向路人詢問問題的外景單元，由董寧與一位攝影師（手提式）負責，在淡江大學、國立政治大學華語文中心、臺北捷運臺大醫院站、信義商圈、華視大樓附近、國父紀念館等地取景。董寧會先向觀眾出示今日的題目，再隨機由幾位路人回答。問題有選擇題、問答題、造句（第七十七集限定）、配對題……等。而題型有關於當日介紹的字的發音、寫法，甚至延伸至古文、俚語、流行語等，題目很多樣化。參加問答的路人有大學生、外國籍留學生、新住民等。
由於參賽路人均有簽署播出同意書，所以沒有規避的問題，更沒有侵犯隱私的問題。而路人無論對錯，均無實質的獎勵或懲罰，只有上鏡頭的機會。但參加問答的路人，大部分均會顯示本名，比較少有化名的機會。
董寧在幾位路人回答完問題後，不會直接告訴他們答案。選擇的答案對錯，有時候觀眾會先知道，並搭配神奇字幕。而董寧在所有路人回答同一個問題完畢後，統一公佈正確答案，並且解釋其中的意義，讓觀眾了解。
例如介紹「焚」字，當集的題目是從《醒世恆言》節錄的：「＿＿煮鶴從來有，惜玉憐香幾個知」（正確的答案是「焚琴煮鶴從來有，惜玉憐香幾個知」）。有路人的答案是「燒雞」，即「『燒雞』煮鶴從來有」，神奇字幕就會以逗趣的方式，顯示「胃口真不小！」，以吸引年輕觀眾的眼光。
若該集的題目是問答題，必須填寫漢字作為答案時，考慮到新住民與外國留學生參賽者對中文字有限的認知，任何參賽者可以不用注意字體的筆劃順序，只要有答案即可。
而造句題沒有一定的標準答案，路人可以依照自己的意思，回答與題目相符的要求。例如第七十七集介紹「淚」字，〈街頭隨堂測驗〉就出了「請利用『不見棺材不掉淚』造句」。兩位路人的答案分別為：「你居然把這個月賺來的錢全部都花光，沒有考慮到這個月的花費，真是『不見棺材不掉淚』」與「小明整天遊手好閒，等到沒錢花的時候，『不見棺材不掉淚』」等答案。外景主持人董寧不會在最後公布正確答案，反而勉勵觀眾要勤加練習造句，讓作文能力更進一步。
如果是配對題，則選項必須完全配對正確，才算答對。如有一個以上的選項不符合配對條件，則算全部回答錯誤。

### 名人糾察隊
〈名人糾察隊〉，是由一些名人（藝人、主播等）出題給電視機觀眾前猜題的單元，外景通常是《新每日一字》之外的攝影棚。由名人對該漢字的了解，或者是相關用法的了解，介紹給觀眾。這些藝人問完問題後的短短幾秒鐘後，就會直接說出答案，讓觀眾自我測驗一番。
例如許傑輝在一集介紹「立」這個字時，他就說出了兩個謎語。第一個謎語是「人不在其位」，第二個謎語是「見手就拉」，兩題的答案都是「立」這個字。

## 節目最後
節目最後，主持人會替觀眾再複習一次該字的國語注音、筆畫順序、部首，以及筆畫數。
如果該集介紹的漢字，其正體字與簡化字的外表是不相同的話，會有正體字與簡化字的比較（不是每一集都有），例如「爭」與「争」。
而如果當集主持人介紹的字，可以用來稱讚別人，或者有激勵向上的意思，主持人就會靈巧運用該字，以勉勵觀眾。例如主持人介紹「益」，主持人就有可能在最後說：「所謂『滿招損、謙受益，時乃天道』。也希望觀眾朋友，待人做事都能夠秉持這樣的信念。感謝您今天的收看，《新每日一字》，我們明天見！」該集節目，就會在《陽明春曉》的音樂尾聲中正式結束。

## 另見
- 《每日一字》香港版、香港節目《最緊要正字》
- 字體：楷書、行書、隸書
- 《康熙字典》、康熙部首
- 同性質節目《世界一家親》、《天天都是讀書天》

## 註解
1. ↑  《每日一字》開播時的製作單位是中華電視台教學部，中華電視台教學部即是中華電視公司教學事業處的前身。
2. ↑  謝慶萱 淡水校園報導，〈張炳煌執e筆 新每日一字開播〉 的存檔，存档日期2009-10-15.，《淡江時報》第744期，2009年3月16日。
3. ↑  張添福 台北報導，〈每日一字重出江湖〉[永久]，《台灣時報》2009年3月17日〈北部新聞〉。
4. ↑  湯雅雯 台北報導，〈新每日一字重現 每集5分鐘〉 Archive.today的存檔，存档日期2012-07-16，《聯合報》2009年7月29日AA4版。
5. ↑  《新每日一字》節目主持人徵選活動官方網頁 的存檔，存档日期2009-10-22.
6. ↑  一筆通國際股份有限公司 「神來e筆」官方網頁 （页面存档备份，存于）
7. ↑  周永捷 台北2008年4月3日電，〈日學生訪淡大 張炳煌「神來e筆」教書法〉 （页面存档备份，存于），《大紀元新聞網》2008年4月3日〈台灣地方新聞〉。
8. ↑  淡江大學新聞稿，〈「每日一字」重出江湖〉 （页面存档备份，存于），淡江大學，2009年7月27日。

## 外部連結
- 《新每日一字》官方網站